# Cattedra dei non credenti
La Cattedra dei non credenti fu un'iniziativa avviata nel 1987 dal cardinale Carlo Maria Martini, arcivescovo di Milano, nella sua diocesi.
Consistette in una serie di incontri a tema ai quali il cardinale invitò esponenti sia dichiaratamente credenti che non credenti; lo scopo fu quello di dare voce, su varie tematiche, a chi non si definisce "credente", al fine di confrontarsi con il "credente" e con le ragioni della sua fede; tali incontri furono occasione di incontro e dialogo; gli interventi di alcune edizioni furono raccolti in diverse pubblicazioni.
La sede degli incontri variò di anno in anno, anche in relazione della crescente eco che l'iniziativa ebbe e che portò ad un numero sempre maggiore di pubblico.
L'iniziativa si prolungò, di anno in anno, sino al 2002, anno delle dimissioni di Martini dal suo incarico pastorale a Milano per raggiunti limiti d'età.

## Elenco delle sessioni
| Sessione | Data                                                 | Titolo della sessione                                         | Personalità intervenute | Sede                                             |
| -------- | ---------------------------------------------------- | ------------------------------------------------------------- | --- | ------------------------------------------------ |
| I        | 1987 17 e 24 novembre, 1 e 15 dicembre               | Le ragioni della fede                                         | Carlo Maria Martini, Massimo Cacciari | Milano, Sala dei Congressi di via S. Antonio, 5  |
| II       | 1988 23 febbraio, 1 e 8 marzo                        | Il senso del dolore                                           | Carlo Maria Martini, Salvatore Natoli, Pierangelo Sequeri | Milano, Sala dei Congressi di via S. Antonio, 5  |
| III      | 1989 22 novembre, 13 e 20 dicembre                   | Spirito d'infanzia                                            | Carlo Maria Martini, Fulvio Scaparro, Pierangelo Sequeri | Milano, Sala dei Congressi di via S. Antonio, 5  |
| IV       | 1990 20 e 25 aprile, 4, 11, 18 e 25 maggio, 1 giugno | Rendiamo ragione della nostra speranza                        | Carlo Maria Martini, Raniero Cantalamessa, Glenn Garfield Williams | Duomo di Milano                                  |
| V        | 1991                                                 | L'ordine dei sentimenti nel cammino di un credente            | Carlo Maria Martini, Nicola Dioguardi, Virgilio Melchiorre, Ermanno Olmi, Liliana Cosi, Italo Alighiero Chiusano, Gaetano Penati, Klaus Demmer                                                            |                                                  |
| VI       | 1992                                                 | Chi è come te fra i muti? L'uomo di fronte al silenzio di Dio | Carlo Maria Martini, Stefano Levi Della Torre, Paolo De Benedetti, Elena Loewenthal, Massimo Cacciari, Enzo Bianchi, Benedetto Carucci Viterbi, Liana Millu, Pietro Stefani                               | Aula Magna dell'Università degli Studi di Milano |
| VII      | 1993                                                 | La preghiera di chi non crede                                 | Carlo Maria Martini, Mario Trevi, Roberta De Monticelli, Shoten Minegishi | Aula Magna dell'Università degli Studi di Milano |
| VIII     | 19 e 26 ottobre 1995                                 | Questa nostra benedetta maledetta città                       | Carlo Maria Martini Harvey Cox, Angelo Casati, Stefano Levi Della Torre, Sergio Sabbadini, Federico Moroni, Marco Vigevani, Massimo Cacciari, Francesco Rutelli, Marco Formentini, Vittoria Cova Rescalli | Aula Magna dell'Università degli Studi di Milano |
| IX       | 16 maggio e 7-14-21-28 novembre 1996                 | Fedi e violenze                                               | Carlo Maria Martini, Renè Girard, Elmar Salmann, Lalla Romano, Silvia Vegetti Finzi | Aula Magna dell'Università degli Studi di Milano |
| X        | 29 ottobre e 5-12-19-26 novembre 1998                | Orizzonti e limiti della scienza                              | Carlo Maria Martini, Francesco Bertola, George V. Coyne, Julian Chela-Flores, Edoardo Boncinelli, Giuliano Avanzini, Alberto Oliverio, Giulio Giorello, Bruno Forte                                       | Aula Magna dell'Università degli Studi di Milano |
| XI       | 9-16-23-30 novembre 2000                             | I figli di Kronos si interrogano                              | Carlo Maria Martini, Duccio Macchetto, Carlo Sini, Susanna Tamaro, Giacoma Limentani, John D. Barrow, Edoardo Boncinelli, Gabriele Bunge                                                                  | Aula Magna dell'Università degli Studi di Milano |
| XII      | 29 maggio 2002                                       | La domanda di giustizia                                       | Carlo Maria Martini, Gustavo Zagrebelsky | Aula Magna dell'Università degli Studi di Milano |

Nel 1994, 1997, 1999 e 2001 non ci furono sessioni.

## Citazioni
(Carlo Maria Martini, Cattedra dei non credenti, 1987)